# Opuntia dillenii
Opuntia dillenii
Espèce
Classification phylogénétique
Statut de conservation UICN

 LC  : Préoccupation mineure
Statut CITES
Opuntia dillenii (également appelé en français uno indien, nopal côtier ou raquette à fleurs jaunes) est une espèce de plante de la famille des Cactaceae, originaire du Mexique.
Cette espèce appartient à la sous-famille des Opuntioideae, tribu des Opuntieae. Elle est considérée comme une variante d'opuntia stricta.

## Historique et étymologie
Le nom d'opunti dillenii lui vient de Johann Jacob Dillenius, qui étudie en 1732 cette espèce de cactus dans le jardin d'Eltham Palace ; Carl von Linné l'avait pour sa part ignoré. Des observations ultérieures de John Bellenden Ker Gawler, en 1817, poursuivent la classification de la plante, que Ker Gawler nomme d'après son prédécesseur ; deux ans plus tard, enfin, Adrian Hardy  Haworth assigne le taxon au genre opuntia.
En 1969, Lyman David Benson (es) considère opuntia dillenii comme une variété d'opuntia stricta, classement qui est repris notamment dans les nomenclatures nord-américaines, comme la Flora of North America.

## Description
C'est une plante arborescente qui peut atteindre de 1 à 2 mètres de hauteur pour une largeur équivalente. Ses cladodes (« feuilles ») aplaties ont des fonctions photosynthétiques. La caractéristique des épines d'opuntia dillenii est qu'elles sont particulièrement longues, mesurant jusqu'à six centimètres de longueur ; leur couleur va du jaune au brun. Les fleurs sont jaunes, parfois avec des tons orangés ou rougeâtres, présentant un diamètre de sept à huit centimètres. Les fruits, mesurant entre quatre et sept centimètres de longueur pour un diamètre de trois, sont de couleur rose ou rouge et comestibles,,.

## Distribution
La plante est originaire d'Amérique centrale, et a principalement essaimé au Mexique, en Floride, dans le nord de l'Amérique du Sud, dans de nombreuses îles des Antilles. Mais elle a également été importée dans l'espace méditerranéen, les Canaries, en Afrique occidentale et orientale, sur les îles de l'océan Indien — au moins Madagascar et Maurice —, au Yémen, en Inde, en Asie du Sud-Est et sur le côte occidentale de l'Australie,.

## Physiologie et culture
Opuntia dillenii est une plante qui pousse mieux sur des sols sableux, pauvres et acides. Le pH généralement observé est autour de 5. Les sols lourds ou les climats pluvieux ne lui sont pas favorables, car elle se contente, sous un climat chaud, de 150 à 250 millimètres de précipitations annuelles. Toutefois, dans les cas où la température moyenne annuelle est relativement basse, entre 10° et 20°C, opuntia dillenii s'adapte à une pluviosité plus importante, de l'ordre de 1 000 mm. Par ailleurs, le cactus résiste mal aux températures négatives. 
En Espagne, la culture de ce cactus est interdite, la plante ayant été intégrée au répertoire des espèces invasives depuis le décret royal 630/2013 du 2 août 2013